# ناوالا
ناوالا (به لاتین: Nawala) یک منطقهٔ مسکونی در سری‌لانکا است که در ناحیه کلمبو واقع شده‌است.